# Ia Dom, Ia H'Drai
Ia Dom là một xã cũ thuộc huyện Ia H'Drai, tỉnh Kon Tum, Việt Nam.

## Địa lý
Xã Ia Dom nằm ở phía bắc huyện Ia H'Drai, có vị trí địa lý:
- Phía đông và phía nam giáp xã Ia Tơi
- Phía tây giáp xã Ia Đal và Campuchia
- Phía bắc giáp xã Mô Rai, huyện Sa Thầy.

Xã có diện tích 325,41 km², dân số năm 2019 là 2.642 người, mật độ dân số đạt 8 người/km².

## Lịch sử
Xã Ia Dom được thành lập vào ngày 20 tháng 12 năm 2013 trên cơ sở điều chỉnh 32.254,7 ha diện tích tự nhiên và 2.299 người của xã Mô Rai thuộc huyện Sa Thầy. Khi mới thành lập, xã Ia Dom thuộc huyện Sa Thầy.
Ngày 11 tháng 3 năm 2015, Ủy ban Thường vụ Quốc hội ban hành Nghị quyết số 890/NQ-UBTVQH13. Theo đó, chuyển xã Ia Dom về huyện Ia H'Drai mới thành lập.
Theo Nghị quyết số 1677/NQ-UBTVQH15 năm 2025, giải thể đơn vị cấp huyện là Ia H'Drai, hợp nhất toàn bộ diện tích tự nhiên và dân số xã Ia Dom và xã Ia Tơi thành xã Ia Tơi.